# 特維克勒峰
77°37′S 162°22′E / 77.617°S 162.367°E
特維克勒峰（Twickler Cone），是南極洲的山峰，位於維多利亞地，是巴特利冰川和紐沃爾冰川上游之間的分水嶺，屬於阿斯加德山脈的一部分，海拔高度1,950米，現時由南極條約體系管理。